# Torre di Crest

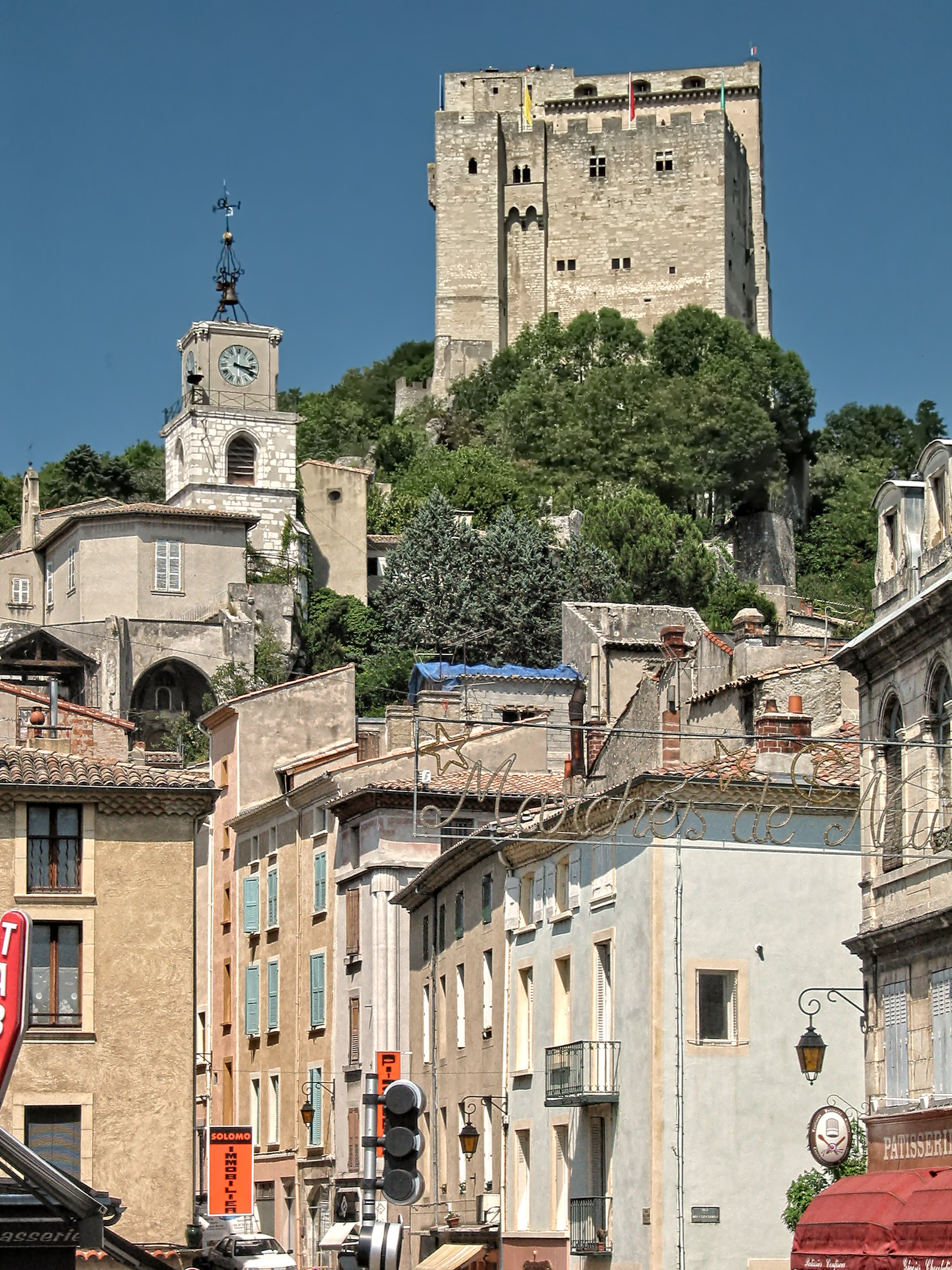
La torre vista dal borgo di Crest

La torre di Crest (in francese Tour de Crest) è uno storico edificio della cittadina francese di Crest, nel dipartimento della Drôme (regione dell'Alvernia-Rodano-Alpi, Francia sud-orientale), risalente al XII secolo e ampliato nel XIV-XV secolo e costituito dal mastio di un castello medievale in seguito demolito. Si tratta di un dei masti più elevati, se non del mastio più elevato in assoluto, della Francia ed è soprannominato la "Bastiglia del Sud".

## Storia
Agli inizi del XII secolo, la torre di Crest costituiva il mastio di un castello conteso dai conti di Valentinois e dai vescovi-conti di Dieu. La torre venne quindi ingrandita nel corso del XIV secolo dagli stessi conti di Valentinois.
In seguito, a partire dal 1419, dopo la guerra dei cent'anni, il castello di Crest divenne di proprietà della corona francese.
Nel 1633, il castello di Crest venne demolito, ad eccezione del mastio, che venne trasformato in prigione, funzione che assolse fino alla metà del XIX secolo. Nella torre di Crest vennero incarcerati protestanti, canut, ecc.; gli ultimi suoi ospiti furono degli oppositori di Napoleone Bonaparte nel 1851.
Il 6 giugno 1877, la torre di Crest venne dichiarata monumento storico e nel 1988 venne ceduta dal comune di Crest a un privato.

## Architettura
La torre di Crest è situata nei Monti d'Ardèche. La torre misura 52 metri in altezza, 32 metri in lunghezza e 20 metri in larghezza.
L'interno della torre ospita delle esposizioni che illustrano la storia dell'edficio.